# Ramphastos vitellinus
El tucán de pico acanalado (Ramphastos vitellinus) es un ave que habita en los bosques del nororiente de Sudamérica, desde Venezuela, Trinidad y Tobago, el nororiente de Colombia y las Guayanas hasta Bolivia y Brasil.

## Descripción
Mide entre 45 y 48 cm de longitud, con un pico de 9 a 14 cm de largo. Se caracteriza por su gran pico y la coloración azul alrededor de los ojos. Se alimenta principalmente de frutos y semillas y además de insectos y otros animales pequeños. Sus dedos tienen uñas largas y curvas.

## Subespecies

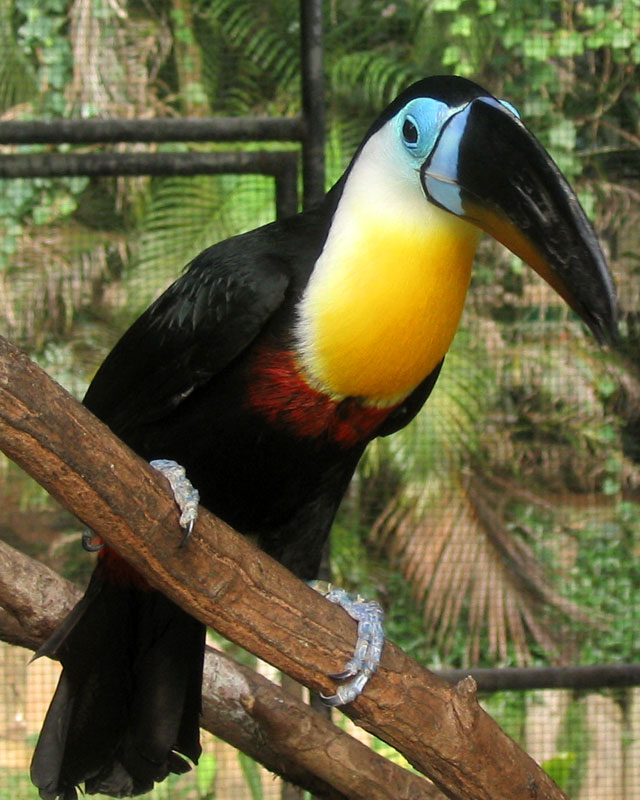
R. v. vitellinus

- R. v. vitellinus: La base de su pico es de color azul, la mayoría del pico y las plumas de la parte superior, vientre y cola son negros, alrededor de la cola las plumas son rojas. La garganta es blanca, el centro del pecho tiene un parche grande amarillo a anaranjado y más abajo una banda roja. El diafragma es pardusco oscuro. Se encuentra en el norte y nororiente de Brasil norte de Bolivia, las Guayanas y Venezuela.

- R. v. ariel: Se distingue porque la base de su pico es amarilla, tiene piel roja alrededor del azul pálido del ojo y la garganta y el pecho son anaranjados. Se halla al suroriente de la Amazonia de Bolivia. La población de las regiones costeras del Brasil oriental es virtualmente idéntica. Actualmente se le considera una especie diferente.[6]

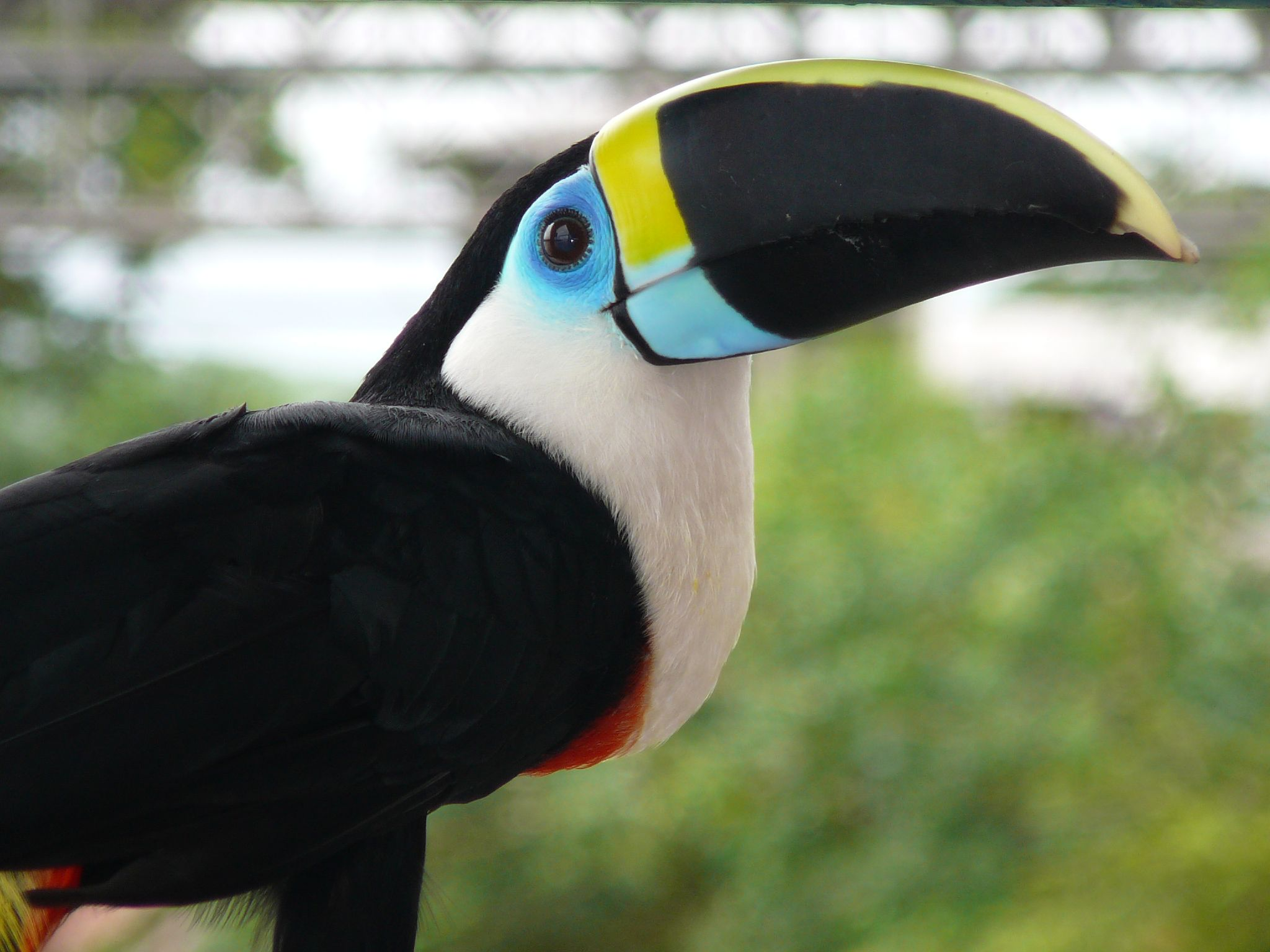
Ramphastos v. culminatus

- R. v. culminatus: Se distingue por el amarillo en la parte superior del pico y azul en la parte inferior y plumas anaranjadas o amarillas en la base de la cola. La garganta y el pecho son blancos treñidos a veces de amarillo, con apenas una banda roja estrecha que separa el vientre negro. Habita en el noroccidente de la Amazonia, en Venezuela, Colombia, Ecuador, Perú y Bolivia. Actualmente se le considera una especie diferente.[7]

- R. v. citreolaemus: Más parecido al R. culminatus, pero el pico está más decorado con la banda superior con tonos de amarillo, verde y azul, al igual que la base del pico que se ensancha hacia abajo. las plumas de la base de la cola son amarillas. Se encuentra al nororiente de Colombia y noroccidente de Venezuela.

Existen variedades intermedias o híbridas entre las diferentes subespecies. Así R. v. theresae del nororiente de Brasil y Bolivia, R. v. pintoi del centro sur de Brasil y este de Bolivia se ubican entre R. v. culminatus y R. v. ariel.